# Pírea
A Pírea görög eredetű[forrás?] női név..

## Gyakorisága
Az 1990-es években a Pírea szórványos név, a 2000-es években nem szerepel a 100 leggyakoribb női név között.

## Névnapok
- január 18.